# سداسي كلورو الأسيتون
سداسي كلورو الأسيتون هو مركب عضوي مع الصيغة (Cl3C)2CO . ويسمى أيضًا سداسي كلوروبروبانون أو بيركلورو أسيتون. يتم حذف الأرقام التي تشير إلى موضع ذرات الكلور بشكل عام حيث يتم استبدال جميع المواضع الممكنة بالكلور. إنه سائل عديم اللون، قليل الذوبان في الماء.

## ردود الفعل والاستخدامات
يعمل سداسي كلورو الأسيتون بشكل مكافئ لكلوريد ثلاثي كلورو أسيتيل، أي كعامل ثلاثي كلورو أسيتيل.
الاستخدام الرئيسي لسداسي كلور الأسيتون كمبيد للآفات. لاستخدام سداسي كلور الأسيتون في تحضير طارد جديد للحشرات. يتضمن الطريق الصناعي إلى سداسي فلورو أسيتون معالجة سداسي كلورو أسيتون مع HF:
(CCl3)2CO  +  6 HF   →   (CF3)2CO  +  6 HCl